# Jerzy Slezak
Jerzy Wiktor Slezak (ur. 12 kwietnia 1939 w Wilnie) – polski polityk i inżynier łączności, minister łączności w latach 1990–1991, poseł na Sejm X kadencji.

## Życiorys
Ukończył w 1963 studia na Wydziale Łączności Politechniki Wrocławskiej. W latach 1963–1982 zatrudniony w Zakładach Usług Radiowych i Telewizyjnych w Białymstoku (jako pracownik i jako dyrektor). W latach 80. pełnił funkcję wicewojewody białostockiego. Od 1964 należał do Stronnictwa Demokratycznego, był m.in. przewodniczącym jego miejskiego komitetu (1974–1978) oraz wiceprzewodniczącym i przewodniczącym wojewódzkiego komitetu (1981–1990). Z ramienia stronnictwa zasiadał w Miejskiej Radzie Narodowej Białegostoku.
W okresie 1989–1991 z ramienia SD sprawował mandat posła na Sejm kontraktowy. 14 września 1990 powołany w skład Rady Ministrów Tadeusza Mazowieckiego, stanowisko utrzymał w Radzie Ministrów Jana Bieleckiego.
W 1991 bez powodzenia próbował utrzymać mandat poselski w białostocko-suwalskim z ramienia SD. Wycofał się później z bieżącej polityki i zajął się działalnością w biznesie. Zajmował m.in. stanowisko prezesa firmy energetycznej.

## Odznaczenia
- Krzyż Oficerski Orderu Odrodzenia Polski (1988)
- Krzyż Kawalerski Orderu Odrodzenia Polski (1980)
- Srebrny Krzyż Zasługi (1973)
- Medal 40-lecia Polski Ludowej[4]